# Nondalton
Nondalton è una città degli Stati Uniti d'America, situata nella Borough di Lake and Peninsula, nello Stato dell'Alaska. Si trova sulla sponda occidentale del lago Six Mile.